# Szabó Dávid (színművész)
Szabó Dávid (Budapest, 1985. augusztus 2. –) színész, énekes.

## Élete
Már hétévesen színpadon állt, gyerekszínészként több musicalben (Madách Színház: Olivér, A nyomorultak, Isten Pénze is közreműködött. 2001-ben felvételt nyert a Budapesti Operettszínház Musical Stúdiójába, ahol Toldy Mária tanítványa volt. Ebben az időben csoportos szereplőként játszott a Funny Girlben, az Elisabethben és a Marica grófnőben, majd kisebb szerepekben tűnt fel a West Side Story (Baby John, Snowboy) című musicalben. 2004 tavaszán debütált Mercutióként a Rómeó és Júlia című musicalben. Ebben az évben a színházhoz szerződött, miután megkapta a Magyar Színész Kamarától a felsőfokú színészi képesítést. A musical és az operett műfajában egyaránt otthonosan mozog. Számos országban énekelt az operettszínház társulatával, köztük az Amerikai Egyesült Államokban, Japánban, Kínában, Izraelben, Romániában, Oroszországban és Németországban is. A Budapesti Operettszínház mellett a Soproni Petőfi Színházban, illetve 2012 januárjától a Pécsi Nemzeti Színházban is játszott. Szólóalbumon is dolgozik, amelynek dalait és szövegeit maga írja. A magyarországi X-Faktor harmadik évadjának az élő műsoraiba továbbjutott a fiúk kategóriájában, Geszti Péter mentoráltjaként.

## Díjai
- Marsallbot-díj (2007) (Az év legígéretesebb fiatal tehetsége)

## X Faktor-ban előadott dalai
1. "Szabó Dávid - Hero" (Enrique Iglesias)
2. "Szabó Dávid - Csillagok" (Puskás Péter)
3. "Szabó Dávid - Millennium" (Robbie Williams)
4. "Szabó Dávid - Rock DJ" (Robbie Williams)
5. "Szabó Dávid - Fairytale" (Alexander Rybak)
6. "Szabó Dávid - Kerek egész" (Bereczki Zoltán)
7. "Szabó Dávid - I Do It For You" (Bryan Adams)
8. "Szabó Dávid - Livin' la Vida Loca (Ricky Martin)
9. "Szabó Dávid - Hogyan tudnék élni nélküled (Demjén Ferenc)
10. "Szabó Dávid - The Climb (Miley Cyrus)

## Filmjei

### Játékfilmek
- Esztergályos Károly :  Férfiakt (2006)

### Tévéfilmek
- Süsüke, a sárkánygyerek - Süsüke énekhangja (2001)
- Esztergályos Károly :  Örkény Lexikon (2007)
- Doktor Balaton - szervező (2022)

## Színházi szerepei
A Színházi adattárban regisztrált bemutatóinak száma: 17.
| Darab                                       | Szerep                                      | Színház                    | Bemutató             | Forrás |
| ------------------------------------------- | ------------------------------------------- | -------------------------- | -------------------- | ------ |
| Amerikai komédia                            | a Főnökasszony titkára                      | Budapesti Operettszínház   | 2014. március 21.    |        |
| A bajadér                                   | Szapáry                                     | Budapesti Operettszínház   | 2009. március 20.    | [ 2 ]  |
| Csárdáskirálynő                             | Kaucsiánó Bonifác gróf                      | Budapesti Operettszínház   | N/A                  |        |
| A dzsungel könyve                           | Maugli                                      | Pécsi Nemzeti Színház      | 2012. január 13.     | [ 3 ]  |
| A víg özvegy                                | Raoul Saint Brioche                         | Budapesti Operettszínház   | 2007. december 13.   | [ 4 ]  |
| Cigányprímás                                | Gaszton de Szapáry gróf                     | Soproni Petőfi Színház     | 2012. február 11.    | [ 5 ]  |
| Cigányszerelem                              | Tivadar, vidéki színész, rendező, szövegíró | Budapesti Operettszínház   | 2011. október 20.    |        |
| Dr. Bőregér                                 | Orlowsky herceg                             | Budapesti Operettszínház   | 2005. szeptember 23. | [ 6 ]  |
| Egy éj Velencében - avagy a golyók háborúja | Pappacoda, szakács                          | Budapesti Operettszínház   | 2011. március 25.    | [ 7 ]  |
| Elisabeth                                   | Rudolf főherceg, Elisabeth fia              | Budapesti Operettszínház   | 2002. január 25.     |        |
| Impro és Kontra                             | Improvizáló                                 | Budapesti Operettszínház   | 2010. október 23.    | [ 8 ]  |
| Koldusopera                                 | H. Jakab                                    | Budapesti Operettszínház   | 2010. december 3.    | [ 9 ]  |
| Lili bárónő                                 | Frédi                                       | Budapesti Operettszínház   | 2005. április 9.     |        |
| Mária evangéliuma                           | Gábriel                                     | Szabad Tér Színház         | 2006. augusztus 17.  |        |
| Mario és a varázsló                         | Mario                                       | Budapesti Operettszínház   | 2011. január 14.     | [ 10 ] |
| Nem tudok élni nélküled                     | Rudi, titkár                                | Soproni Petőfi Színház     | 2010. május 29.      | [ 11 ] |
| Oltári srácok                               | Abraham                                     | Budapesti Operettszínház   | 2007. március 29.    | [ 12 ] |
| Rómeó és Júlia                              | Mercutio                                    | Budapesti Operettszínház   | 2004. január 23.     |        |
| Rongyláb                                    | Ren McCormack - egy srác Chicagóból         | Győri Nemzeti Színház      | 2006. március 11.    | [ 13 ] |
| Szentivánéji álom                           | Demetrius                                   | Szegedi Szabadtéri Játékok | 2008. július 25.     | [ 14 ] |
| Szentivánéji álom                           | Demetrius                                   | Budapesti Operettszínház   | 2008. október 16.    | [ 15 ] |
| Szép nyári nap                              | Péter                                       | Budapesti Operettszínház   | 2009. július 15.     | [ 16 ] |
| West Side Story                             | Baby John                                   | Budapesti Operettszínház   | 2002. október 4.     | [ 17 ] |
| West Side Story                             | Fiúk                                        | Művészetek Palotája        | 2008. március 17.    | [ 18 ] |
| West Side Story                             | Fiúk                                        | Veszprém Aréna             | 2009. június 22.     |        |